# Chlorolepiota
Chlorolepiota — рід грибів родини Agaricaceae. Назва вперше опублікована 1979 року.

## Класифікація
До роду Chlorolepiota відносять 3 види:
- Chlorolepiota brunneotincta
- Chlorolepiota indica
- Chlorolepiota mahabaleshwarensis